# ジャルコ・トマシェヴィッチ
ジャルコ・トマシェヴィッチ（Žarko Tomašević、1990年2月22日 - ）は、モンテネグロ (旧ユーゴスラビア)・プリェヴリャ出身の同国代表サッカー選手。FCアスタナ所属。ポジションはDF。

## 経歴
2009-10シーズンにポルトガルのCDナシオナルでプロデビューを果たした。その後はベルギーのクラブを経て、2019年よりカザフスタンのクラブでプレーしている。
2010年5月29日、ノルウェー代表との親善試合にてモンテネグロ代表での初キャップを刻んだ。

## タイトル

### クラブ
パルチザン
- セルビア・スーペルリーガ : 1回 (2012-13)

アスタナ
- カザフスタン・プレミアリーグ : 1回 (2019)